# Zhuhai
Zhuhai is een stadsprefectuur in de Parelrivierdelta in de provincie Guangdong, ten zuiden van de stadsprefecturen Jiangmen en Guangzhou en grenzend aan Macau. Het gebied was vanaf 1979 net als Shenzhen een van de vier oorspronkelijke Chinese Speciale Economische Zones. Daarnaast is Zhuhai ook een toeristische trekpleister, met de kustlijn die gekend staat als de Chinese rivièra en de nabijheid van Macau. Hierdoor is het gebied vanaf de jaren tachtig tot nu grondig veranderd, en is het Bruto Regionaal Product hoger dan andere gebieden in China. De belangrijkste dialecten zijn het Standaardkantonees en Zhuhaihua. De stad heeft 2,4 miljoen inwoners (2020.
Zhuhai heeft 690 km kustlijn en 146 eilanden in de Zuid-Chinese Zee waarvan velen met bruggen en dijkwegen met elkaar en het vasteland verbonden zijn. De stad kent een vochtig subtropisch klimaat met een gemiddelde temperatuur in januari en juli van respectievelijk 18 en 32°C. Het sneeuwt noch vriest ooit in het gebied, maar ook de extreme hitte die meer in het binnenland iets noordelijker voorkomt, wordt aan de kust niet gehaald. 
Bij Zhuhai ligt het Zhuhai International Circuit. Om de twee jaar wordt op de luchthaven van de stad de China International Aviation & Aerospace Exhibition georganiseerd.
Door de Hongkong-Zhuhai–Macau-brug over de hoofdarm van de Parelrivierdelta wordt Zhuhai (en Macau) vanaf december 2017 op een snelle wijze verbonden met Hongkong.

## Administratieve verdeling
Zhuhai is verdeeld in drie districten:
- Xiangzhou (香洲区)
- Doumen (斗门区)
- Jinwan (金湾区)

## Stedenbanden
- Vitória, Brazilië[2]